# بيت احمد ناصر عمر (لودر)

تعديل مصدري - تعديل

بيت احمد ناصر عمر هي إحدى قرى عزلة زارة بمديرية لودر التابعة لمحافظة أبين، بلغ تعداد سكانها 29 نسمة حسب تعداد اليمن لعام 2004.